# Alloniscus pigmentatus
Alloniscus pigmentatus là một loài chân đều trong họ Alloniscidae. Loài này được miêu tả khoa học năm bởi Budde-Lund.